# Try to Find Me
«Try to Find Me» — песня советской рок-группы «Парк Горького» с их дебютного альбома 1989 года. За рубежом в 1990 году была издана отдельным синглом.
Песня достигла 81 места в «горячей сотне» («Hot 100») американского музыкального журнала «Билборд». Никогда раньше ни один российский (или советский) исполнитель в этот хит-парад не попадал, группа Парк Горького стала первым в истории.

## Список композиций
| №  | Название         | Длительность |
| -- | ---------------- | ------------ |
| 1. | «Try To Find Me» |              |
| 2. | «Bang»           |              |

## Чарты
| Чарт (1989)         | Наивыс. позиция |
| ------------------- | --------------- |
| Hot 100 (Billboard) | 81              |